# کریس جنت
کریس جنت، (به انگلیسی: Chris Gent) (زاده ۱۰ مه ۱۹۴۸) کارآفرین، بازرگان و مدیر ارشد اجرایی بریتانیایی است، که در حال حاضر به‌عنوان رییس هیئت مدیره شرکت گلاکسواسمیت‌کلاین فعالیت می‌کند.